# Никола Аксентијевић
Никола Аксентијевић (Крагујевац, 9. март 1993) је српски фудбалер.

## Клупска каријера
Фудбалом је почео да се бави у омладинској школи крагујевачког Радничког. Као тринаестогодишњак је дошао у београдски Партизан, где је прошао све селекције. Услед изостанка већег броја првотимаца због репрезентативних обавеза, Аксентијевић је са неколицином саиграча прикључен тренинзима сениорског састава пред сусрет са екипом Младости из Апатина у оквиру Купа Србије. На тој утакмици је дебитовао, ушавши у игру у 51. минуту, уместо Саше Илића.
Након краћег каљења у Телеоптику, од сезоне 2011/12. враћен је у први тим „црно-белих“. Иако је у млађим селекцијама по доласку 2006. из крагујевачког Радничког играо претежно на месту задњег везног, током позајмице у Телеоптику и у сениорском тиму „црно-белих“ профилисао се на месту десног бека.
У августу 2012. потписао је уговор са холандским клубом Витесеом. Тако је гласила званична верзија. Истина је била нешто другачија. Аксентијевић је 27. августа 2012, уз посредовање фонда Пини Захавија, који стоји иза већинског дела кипарског Аполона, тајно потписао четворогодишњи уговор са тимом из Лимасола, који га је само 48 сати касније, проследио у холандски Витесе. Износ и детаљи тог уговора нису познати.
У Холандији се није наиграо, тачније, читаве сезоне није уписао ниједан минут на терену, па је већ у јулу 2013. позајмљен назад Партизану, а затим и ОФК Београду.
Након што је фонд Пини Захавија, у лето 2015. године преузео Мускрон, српски играч је позајмљен белгијском клубу на једну сезону.
Неко време провео је и у новосадској Војводини, где је стигао после истека уговора са кипарским клубом. Без иједног минута проведеног на терену, средином јула 2017. прешао је у нишки Раднички. Током сезоне 2017/18. у Суперлиги Србије је био стандардан у тиму Радничког и одиграо је 31 првенствени сусрет. Током јесењег дела сезоне 2018/19. изгубио је место у првом тиму и наступио је на само четири првенствена сусрета. У јануару 2019. године прешао је у Напредак из Крушевца. У нишки Раднички вратио се средином 2020. године. Клуб је напустио крајем новембра 2022. Био је без клуба све до јула 2023. када је потписао за кипарски Етникос из Ахне.

## Репрезентација
Прошао све млађе репрезентативне селекције. На шест сусрета облачио дрес репрезентације до 17 година.
За репрезентацију Србије до 19 година наступио на шест мечева уз један постигнут гол, док је за младу репрезентацију Србије одиграо пет утакмица.
У новембру 2017. након прекида сарадње ФСС са Славољубом Муслином, добио је позив вршиоца дужности селектора репрезентације Младена Крстајића да се прикључи А тиму Србије пред пријатељски меч са Јужном Корејом који су Орлови одиграли у Бусану.
Дебитовао је 14. новембра 2017. у надокнади сусрета са Јужном Корејом (1:1) заменивши Антонија Рукавину.
Аксентијевић је у јануару 2021. добио позив вршиоца дужности селектора, Илије Столице за учешће на турнеји репрезентације Србије, састављене претежно од фудбалера из домаће Суперлиге. Истог месеца је наступио на пријатељском сусрету са Доминиканском Републиком у Санто Домингу када је на полувремену заменио Јована Влалукина.

## Статистика

### Клупска
Ажурирано 25. новембра 2022.
|                         |          |                   |     |   |    |   |    |   |   |   |     |   |  |  |
| Партизан                | 2010/11. | Суперлига Србије  | 0   | 0 | 1  | 0 | —  | — | — | — | 1   | 0 |  |  |
|                         |          |                   |     |   |    |   |    |   |   |   |     |   |  |  |
| Телеоптик (позајмица)   | 2010/11. | Прва лига Србије  | 10  | 0 | —  | — | —  | — | — | — | 10  | 0 |  |  |
|                         |          |                   |     |   |    |   |    |   |   |   |     |   |  |  |
| Партизан                | 2011/12. | Суперлига Србије  | 14  | 1 | 2  | 0 | 2  | 0 | — | — | 18  | 1 |  |  |
| Партизан                | 2012/13. | Суперлига Србије  | 3   | 0 | —  | — | 5  | 0 | — | — | 8   | 0 |  |  |
|                         |          |                   |     |   |    |   |    |   |   |   |     |   |  |  |
| Витесе (позајмица)      | 2012/13. | Ередивизија       | 0   | 0 | 0  | 0 | —  | — | — | — | 0   | 0 |  |  |
|                         |          |                   |     |   |    |   |    |   |   |   |     |   |  |  |
| Партизан (позајмица)    | 2013/14. | Суперлига Србије  | 4   | 0 | 0  | 0 | 5  | 0 | — | — | 9   | 0 |  |  |
| Партизан (позајмица)    | Укупно   | Укупно            | 21  | 1 | 3  | 0 | 12 | 0 | — | — | 36  | 1 |  |  |
|                         |          |                   |     |   |    |   |    |   |   |   |     |   |  |  |
| ОФК Београд (позајмица) | 2014/15. | Суперлига Србије  | 15  | 0 | 1  | 0 | —  | — | — | — | 16  | 0 |  |  |
|                         |          |                   |     |   |    |   |    |   |   |   |     |   |  |  |
| Мускрон (позајмица)     | 2015/16. | Прва лига Белгије | 19  | 1 | 2  | 0 | —  | — | — | — | 21  | 1 |  |  |
|                         |          |                   |     |   |    |   |    |   |   |   |     |   |  |  |
| Војводина               | 2016/17. | Суперлига Србије  | 0   | 0 | 0  | 0 | —  | — | — | — | 0   | 0 |  |  |
|                         |          |                   |     |   |    |   |    |   |   |   |     |   |  |  |
| Раднички Ниш            | 2017/18. | Суперлига Србије  | 31  | 1 | 0  | 0 | —  | — | — | — | 31  | 1 |  |  |
| Раднички Ниш            | 2018/19. | Суперлига Србије  | 4   | 0 | 1  | 0 | 1  | 0 | — | — | 6   | 0 |  |  |
|                         |          |                   |     |   |    |   |    |   |   |   |     |   |  |  |
| Напредак Крушевац       | 2018/19. | Суперлига Србије  | 15  | 0 | 1  | 0 | —  | — | — | — | 16  | 0 |  |  |
| Напредак Крушевац       | 2019/20. | Суперлига Србије  | 23  | 0 | 0  | 0 | —  | — | — | — | 23  | 0 |  |  |
| Напредак Крушевац       | Укупно   | Укупно            | 38  | 0 | 1  | 0 | —  | — | — | — | 39  | 0 |  |  |
|                         |          |                   |     |   |    |   |    |   |   |   |     |   |  |  |
| Раднички Ниш            | 2020/21. | Суперлига Србије  | 36  | 0 | 2  | 0 | —  | — | — | — | 38  | 0 |  |  |
| Раднички Ниш            | 2021/22. | Суперлига Србије  | 33  | 1 | 1  | 0 | —  | — | — | — | 34  | 1 |  |  |
| Раднички Ниш            | 2022/23. | Суперлига Србије  | 13  | 0 | 0  | 0 | 2  | 0 | — | — | 15  | 0 |  |  |
| Раднички Ниш            | Укупно   | Укупно            | 117 | 2 | 4  | 0 | 3  | 0 | — | — | 124 | 2 |  |  |
|                         |          |                   |     |   |    |   |    |   |   |   |     |   |  |  |
| Каријера                | Каријера | Каријера          | 220 | 4 | 11 | 0 | 15 | 0 | — | — | 246 | 4 |  |  |
|                         |          |                   |     |   |    |   |    |   |   |   |     |   |  |  |

### Репрезентативна
Ажурирано 26. јануара 2021.
| Србија | Србија  | Србија |
| Године | Наступа | Голова |
| ------ | ------- | ------ |
| 2017.  | 1       | 0      |
| 2021.  | 1       | 0      |
| Укупно | 2       | 0      |

## Трофеји

### Партизан
- Првенство Србије (2) : 2010/11, 2011/12.
- Куп Србије (1) : 2010/11.